# Menzel Salem
Menzel Salem (àrab: منزل سالم, Manzil Sālim) és un poble del nord-oest de Tunísia, a la governació del Kef. Forma una municipalitat amb 1.824 habitants el 2014.

## Administració
És el centre de la municipalitat o baladiyya homònima, amb codi geogràfic 23 13 (ISO 3166-2:TN-12).
Al mateix temps, forma un sector o imada, amb codi 23 55 60, dins de la delegació o mutamadiyya de Tajerouine (23 53).